# EADS ATLANTE
El ATLANTE (Avión Táctico de Largo Alcance No Tripulado Español), es un sistema diseñado para responder a los requerimientos del Ejército de Tierra español, para dotarse de un UAV con capacidad ISTAR (Inteligencia, vigilancia, adquisición de objetivos y reconocimiento) las 24 horas del día y en condiciones climatológicas adversas. También debe permitir llevar a cabo labores de identificación de blancos, corrección de tiro y evaluación de daños.
El sistema se compone de cuatro aparatos, una estación terrestre de control y recepción de datos, una unidad de transporte, lanzamiento y recogida, una terminal de vídeo remoto y un equipo de mantenimiento.
Para su puesta en el aire, el ATLANTE contaría con una catapulta neumática semejante a la del SIVA y sería recuperado mediante paracaídas o redes. No obstante, dispondría también de un sencillo tren de aterrizaje, tanto para su despegue como para su aterrizaje en pistas convencionales o no preparadas.

## Historia
Incluido en el Plan estratégico del sector aeronáutico 2007-2012 del Ministerio de Industria español y con financiación del Centro para el Desarrollo Tecnológico Industrial (CDTI), organismo público adscrito al Ministerio de Ciencia e Innovación, el programa ATLANTE estaría liderado por EADS Defense & Security (diseño y aerodinámica e ingeniería estructural) y contaría con la participación de GMV (control, guiado y navegación de la aeronave y el subsistema de aterrizaje y despegue automático) y Aries Ingeniería y Sistemas (catapulta).
La estación terrestre de control (GCS) de los UAV ATLANTE sería fabricada por Airbus Defence and Space. En ella se almacenarían los datos obtenidos y transmitidos por los UAV a la GCS. Dicha estación de control contaría con un terminal de datos de terreno, un terminal de vídeo remoto y un verificador de la línea de vuelo / cargador. Un equipo de datos de aire en el GCS mostraría la posición de los UAV.
El ATLANTE realizó su primer vuelo el 28 de febrero de 2013 en el aeródromo de Rozas, situado en el término municipal de Castro de Rey (Lugo). Posteriormente, 
Cassidian informó de que modificaría el avión para que pudiera llevar armamento.

## Misiones
Entre las aplicaciones no militares del ATLANTE estarían las relacionadas con el Ministerio del Interior y orientadas hacia la lucha antiterrorista y contra la piratería, el control de la inmigración ilegal y el tráfico de drogas y, cómo no, para la gestión eficiente de la lucha contra incendios y otros desastres naturales, la supervisión de infraestructuras críticas, vías de comunicación o la identificación de personas en peligro o desaparecidas.

## Especificaciones técnicas
Referencia datos: 

### Características generales
- Tripulación: 0
- Carga: 60 kg 100 kg
- Longitud: 4,6 m
- Envergadura: 8 m
- Altura: 1,8 m
- Peso máximo al despegue: 520 kg
- Planta motriz: 1×  .

### Rendimiento
- Radio de acción: 220 km
- Alcance en combate: 10 / 20 h  (Carga útil estándar/Carga útil max)
- Techo de vuelo: 3.600 / 6.096 m (Carga útil estándar/Carga útil max)

### Aeronaves similares
- Luna X 2000
- SAGEM Sperwer
- Yakovlev Pchela
- SIVA

### Listas relacionadas
- Anexo:Vehículos aéreos no tripulados